# Samojedski jeziki
Samojedske jezike govori vseh skupaj okoli 30.000 ljudi v arktičnem delu Rusije: od Belega morja na zahodu, mimo polotoka Jamal in južnega dela Nove zemlje, ustij Oba in Jeniseja do polotoka Tajmir na vzhodu. 
Delijo se na dve veji:
- severnosamojedska: nenški (staro ime juraški), enški (staro ime jenisejsko-samojedski) in nganasanski (staro ime tavgijski) jezik;
- južnosamojedska: selkupski jezik; izumrla kamasinski in matorski jezik;

Samojedski jeziki skupaj z ugrofinskimi tvorijo uralsko jezikovno družino.